# Mount Savage (Maryland)
Mount Savage è un census-designated place della Contea di Allegany, nello stato del Maryland, Stati Uniti d'America. Si trova ai piedi della Big Savage Mountain, nella catena dei Monti Allegani, fra le cittadine di Frostburg e Cumberland.